# Nymphargus lasgralarias
Nymphargus lasgralarias is een kikkersoort uit de familie glaskikkers (Centrolenidae). De soort werd voor het eerst wetenschappelijk beschreven door Carl R. Hutter en Juan M. Guayasamin in 2012.

## Voorkomen
De kikker komt endemisch voor in Ecuador. De soort komt alleen voor in het natuurgebied Reserva Las Gralarias, dat in de Ecuadoraanse bergwouden in de Andes aan de kant van de Grote Oceaan gelegen is. De wetenschappelijke soortaanduiding lasgralarias verwijst naar dit natuurgebied.

## Uiterlijke kenmerken
Nymphargus lasgralarias lijkt morfologisch sterk op de soort Nymphargus griffithsi, die in hetzelfde gebied voorkomt. Nymphargus lasgralarias is echter groter, heeft een goudkleurige iris met talrijke kleine vlekjes. Verder heeft Nymphargus lasgralarias ook geen donkere vlekken op de rug.

## Geluid
Nymphargus lasgralarias onderscheidt zich behalve uiterlijk ook van Nymphargus griffithsi door zijn geluiden. De roep van de soort wordt in tegenstelling tot bij zijn verwant in serie uitgezonden, duurt minder lang en heeft een lagere dominante frequentie.